# Lasse Berghagen
Lars Nils Berghagen, detto Lasse (Enskede, 13 maggio 1945 – Stoccolma, 19 ottobre 2023), è stato un cantautore svedese.

## Biografia
Ha partecipato all'Eurovision Song Contest 1975, dopo aver vinto il Melodifestivalen di quell'anno con la canzone Jennie, Jennie.

## Discografia
- 1969 – Lars Berghagen
- 1972 – Min värld i toner
- 1973 – Ding Dong
- 1975 – Jennie, Jennie
- 1975 – Hålligång på krogen
- 1976 – Jag ville bli någon
- 1977 – Tacka vet jag logdans
- 1978 – Det är jul
- 1980 – Tillsammans igen
- 1983 – Dagboksblad
- 1988 – Nära naturen
- 1991 – På begäran
- 1995 – Sträck ut din hand
- 1997 – Inte bara drömmar
- 1999 – Till sommaren och dig
- 2001 – Som en blänkande silvertråd
- 2001 – Det bästa med Lasse Berghagen
- 2002 – Stockholm, mina drömmars stad
- 2003 – Lasses favoriter from "Allsång på Skansen"
- 2004 – Lars Berghagen 20 klassiker
- 2004 – Jul i vårt hus
- 2009 – Lasse Berghagen och Sveriges Radios Symfoniorkester
- 2011 – Bara lite längtan